# Emil Kellenberger
Emil Kellenberger (ur. 3 kwietnia 1864 w Walzenhausen, zm. 30 listopada 1943 tamże) – szwajcarski strzelec, trzykrotny medalista olimpijski, multimedalista mistrzostw świata.
W 1898 roku został królem strzelców („Schützenkönig”) podczas zawodów federalnych w Neuchâtel.
Wystąpił na letnich igrzyskach olimpijskich w Paryżu w 1900 roku. Wziął udział w pięciu konkurencjach, zdobywając dwa złota i jedno srebro. Zwyciężył w karabinie dowolnym w trzech postawach z 300 m – zarówno w zawodach indywidualnych, jak i drużynowych. Ponadto został wicemistrzem olimpijskim w karabinie dowolnym klęcząc z 300 m, przegrywając wyłącznie z Konradem Stähelim.
W latach 1899–1922 Kellenberger zdobył 20 medali na mistrzostwach świata, w tym 13 złotych i 7 srebrnych. Był samodzielnym zdobywcą największej liczby medali podczas mistrzostw świata w 1903 roku (5), zaś w latach 1899 i 1901 dzierżył to osiągnięcie wraz z innymi strzelcami. Indywidualnie cztery razy z rzędu został złotym medalistą mistrzostw świata w karabinie dowolnym w trzech postawach z 300 m (1900–1903) – Kellenberger jest jedynym strzelcem w historii, który tego dokonał.
Był honorowym członkiem Szwajcarskiego Zrzeszenia Strzelców Karabinowych.

## Wyniki

### Igrzyska olimpijskie
| Igrzyska   | Konkurencja                                     | Wynik                                         | Miejsce | Źródło |
| ---------- | ----------------------------------------------- | --------------------------------------------- | ------- | ------ |
| Paryż 1900 | Karabin dowolny, trzy postawy, 300 m            | 930 pkt. (324–314–292)                        |         | [ 2 ]  |
| Paryż 1900 | Karabin dowolny, trzy postawy, 300 m, drużynowo | 4399 pkt. (druż.) 930 pkt. ind. (324–314–292) |         | [ 3 ]  |
| Paryż 1900 | Karabin dowolny leżąc, 300 m                    | 324 pkt.                                      | 5       | [ 7 ]  |
| Paryż 1900 | 314 pkt.                                        |                                               | [ 4 ]   |        |
| Paryż 1900 | Karabin dowolny stojąc, 300 m                   | 292 pkt.                                      | 6       | [ 8 ]  |

### Medale mistrzostw świata
Opracowano na podstawie materiałów źródłowych:
| Mistrzostwa       | Konkurencja                                     | Wynik                                         | Miejsce |
| ----------------- | ----------------------------------------------- | --------------------------------------------- | ------- |
| Loosduinen 1899   | Karabin dowolny, trzy postawy, 300 m            | 934 pkt.                                      |         |
| Loosduinen 1899   | Karabin dowolny, trzy postawy, 300 m, drużynowo | 4528 pkt. (druż.)                             |         |
| Loosduinen 1899   | Karabin dowolny klęcząc, 300 m                  | 325 pkt.                                      |         |
| Paryż 1900        | Karabin dowolny, trzy postawy, 300 m            | 930 pkt. (324–314–292)                        |         |
| Paryż 1900        | Karabin dowolny, trzy postawy, 300 m, drużynowo | 4399 pkt. (druż.) 930 pkt. ind. (324–314–292) |         |
| Paryż 1900        | Karabin dowolny klęcząc, 300 m                  | 314 pkt.                                      |         |
| Lucerna 1901      | Karabin dowolny, trzy postawy, 300 m            | 948 pkt. (341–334–273)                        |         |
| Lucerna 1901      | Karabin dowolny, trzy postawy, 300 m, drużynowo | 4567 pkt. (druż.) 948 pkt. ind. (341–334–273) |         |
| Lucerna 1901      | Karabin dowolny leżąc, 300 m                    | 341 pkt.                                      |         |
| Lucerna 1901      | Karabin dowolny klęcząc, 300 m                  | 334 pkt.                                      |         |
| Rzym 1902         | Karabin dowolny, trzy postawy, 300 m            | 941 pkt. (306–335–300)                        |         |
| Rzym 1902         | Karabin dowolny, trzy postawy, 300 m, drużynowo | 4484 pkt. (druż.) 941 pkt. ind. (306–335–300) |         |
| Rzym 1902         | Karabin dowolny klęcząc, 300 m                  | 335 pkt.                                      |         |
| Rzym 1902         | Karabin dowolny stojąc, 300 m                   | 300 pkt.                                      |         |
| Buenos Aires 1903 | Karabin dowolny, trzy postawy, 300 m            | 969 pkt. (331–346–292)                        |         |
| Buenos Aires 1903 | Karabin dowolny, trzy postawy, 300 m, drużynowo | 4598 pkt. (druż.) 969 pkt. ind. (331–346–292) |         |
| Buenos Aires 1903 | Karabin dowolny leżąc, 300 m                    | 331 pkt.                                      |         |
| Buenos Aires 1903 | Karabin dowolny klęcząc, 300 m                  | 346 pkt.                                      |         |
| Buenos Aires 1903 | Karabin dowolny stojąc, 300 m                   | 292 pkt.                                      |         |
| Mediolan 1922     | Karabin wojskowy, trzy postawy, 300 m           | 433 pkt.                                      |         |